# Cyrtopholis cursor
Cyrtopholis cursor är en spindelart som först beskrevs av Anton Ausserer 1875.  Cyrtopholis cursor ingår i släktet Cyrtopholis och familjen fågelspindlar. Inga underarter finns listade i Catalogue of Life.